# Eric Mercer
Eric Arthur John Mercer (* 6. Dezember 1917 in Walmer, Kent; † 8. November 2003 in Chilmark, Wiltshire) war ein britischer anglikanischer Theologe. Er war von 1973 bis 1985 Bischof der Diözese Exeter in der Church of England.

## Leben
Mercer wurde als Sohn von Ambrose John Mercer und dessen Ehefrau Ruby Lydia Rowling in der Grafschaft Kent geboren. Sein Vater war Kunstmaler und Innenausstatter. Er besuchte die Dover Grammar School for Boys. Zur Vorbereitung auf sein Priesteramt studierte er in Nottinghamshire am Kelham Theological College, das von der Society of the Sacred Mission, einer 1892 gegründeten englischen Ordensgemeinschaft, geführt wurde. Seine fünfjährige Ausbildung dort wurde 1939 durch den Zweiten Weltkrieg unterbrochen. Im Frühjahr 1940 trat in die Sherwood Foresters ein. 1942 wurde er als Zugführer (Platoon Officer) bei der Schlacht von El Alamein schwer am Bein und am Auge verwundet. Bei der Landung der Alliierten in Italien im Januar 1944 war er im Rahmen der Operation Shingle als Adjutant unter dem Kommando von Martin Redmayne, dem späteren Parteivorsitzenden der Conservative Party, im Militäreinsatz bei Anzio, sog. „Schlacht von Anzio“. Für seinen Kampfeinsatz in der Nähe von San Savino an der Gotenstellung wurde er 1944 Mentioned in Despatches. 1944 wurde er an die Generalstabsakademie (Staff College) in Haifa abkommandiert. 1945 trat Mercer in die unter dem Kommando Redmaynes stehende 66. Infanterie-Brigade ein. Seine letzte militärische Stellung hatte er 1945 als Generalstabsoffizier im Rang eines Majors für besondere Aufgaben (GS02; Special Duties) im Hauptquartier der Middle East Land Forces.
1946 kehrte er auf das Kelham Theological College zurück und setzte seine Priesterausbildung fort. 1947 wurde er zum Diakon geweiht; 1948 erfolgte in der Diözese Chester die Priesterweihe. Seine Priesterlaufbahn begann er von 1947 bis 1951 als Vikar (Curate) in Coppenhall in der Nähe von Crewe. 1951 wurde er Pfarrer (priest in charge) in einem Wohnviertel in Heald Green in der Nähe von Cheadle; dieses Amt hatte er zwei Jahre bis 1953 inne. 1953 wurde er Pfarrer (Rector) an der St Thomas’ Church in Stockport. In diesen Jahren erwarb Mercer seinen Ruf als hervorragender Priester, Prediger und zukunftsorientierter Kirchenmann. 1959 wurde er „Diocesan Missioner“ in der Diözese Chester. In dieser Aufgabe war er für die Ausweitung der missionarischen Tätigkeiten und der Glaubensverkündung in den Kirchengemeinden zuständig. Gleichzeitig war er von 1959 bis 1965 Pfarrer an der St Bridget with St Martin Church, einer kleinen Kirchengemeinde, in Chester. 1964 wurde er Honorarkanoniker (Honorary Canon; Domherr) an der Chester Cathedral.
1965 wurde er zum Bischof geweiht. Von 1965 bis 1973 war er als „Bischof von Birkenhead“ Suffraganbischof in der Diözese Chester. Er war der erste Bischof von Birkenhead. Sein Nachfolger im Amt wurde 1973 Ronald Brown. 1973 wurde er als Nachfolger von Robert Cecil Mortimer Bischof von Exeter. Eine schwere Krankheit zwang Mercer, die Amtsgeschäfte weitgehend von der bischöflichen Residenz aus zu führen; verstärkt forderte er daher seine Suffraganbischöfe zur Übernahme von Verantwortung für ihr Gebiet auf. Von 1976 bis 1985 war er außerdem stellvertretender Vorsitzender (Deputy Chairman) des Church Commissioners’ Pastoral Committee. Sein Nachfolger als Bischof von Exeter wurde 1985 Hewlett Thompson.
In seinem Ruhestand übernahm er als Pfarrer zwei Landgemeinden; es war immer Mercers Wunsch gewesen, Landpfarrer zu sein. Er war Pfarrer (Vicar) von Hindon mit Zuständigkeit für die Gemeinden in Chicklade und Pertwood, am Rande des Salisbury Plain.
1951 heiratete er Rosemary Wilma Denby. Aus der Ehe gingen ein Sohn und eine Tochter hervor. Sein Sohn Patrick Mercer wurde 2001 Parlamentsabgeordneter im House of Commons für den Wahlkreis Newark. Er starb im Alter von 85 Jahren im Ruhestand in Chilmark in der Grafschaft Wiltshire.

## Mitgliedschaft im House of Lords
Mercer gehörte in seiner Eigenschaft als Bischof von Exeter von 1978 bis zu seinem Ruhestand 1985 als Geistlicher Lord dem House of Lords an.